# Едвін Кетмелл
Едвін Ел Кетмелл (англ. Edwin Earl Catmull, Ed Catmull, народився 31 березня 1945) — доктор (Ph.D.) інформатики, співзасновник Pixar Animation Studios (Анімаційна студія Піксар) і теперішній президент «Walt Disney Animation Studios» («Анімаційна студія Волта Діснея»). До цього, був віце-президентом комп'ютерного підрозділу «Lucasfilm», де він керував розвитком комп'ютерної графіки, редагування відео, відео-ігор та цифрового аудіо. Як науковець, зробив значний внесок у розвиток комп'ютерної графіки.

## Життя і кар'єра
Едвін Ел Кетмелл народився у місті Паркерсберг, штат Західна Вірджинія. Виріс у Солт-Лейк-Сіті, штат Юта, і був старшим із п'яти дітей в сім'ї мормонів. З дитинства Еда надихали такі класичні диснеївські твори, як Пітер Пен і Пінокіо. Ед мріяв у майбутньому стати аніматором, він навіть створював примітивну анімацію, використовуючи так звані фліп-книги (кінеограф). Проте, оцінюючи свої можливості реально, він вирішив зайнятись іншим.
Замість намагатися побудувати кар'єру в кіноіндустрії, він використовує свій час для вивчення математики, фізики й інформатики в університеті Юти. Після отримання диплому бакалавра, короткий час, працює програмістом у компанії «Боїнг», що в місті Сієтл — та, зрештою, потрапляє під хвилю масових скорочень.
Після цього, він повертається до університету та продовжує навчання у магістратурі. Кетмелл стає одним зі студентів Айвена Сазерленда з університетської програми «ARPA» (де навчається разом із Фредом Парком, Джеймсом Кларком, Джоном Варноком і Аланом Кейом). Під час свого навчання він знайомиться із графічною програму «Sketchpad», створену Сазерлендом, і розуміє, що його любов до технології та анімації, відкриває нові можливості. Тож Ед радо долучається до досліджень у цій галузі. З цього моменту, його основною метою стає, створення в майбутньому, повнометражного комп'ютерного анімаційного фільму.
Під час свого навчання, він робить фундаментальні відкриття в комп'ютерної графіки: текстури, бікубічні фрагменти, винаходить алгоритм згладжування та накладання текстур. Крім того, незалежно винаходить Z-буферизацію.
1972 Кетмелл зробив свій перший внесок у кіноіндустрію: за допомогою комп'ютера анімовує власну ліву руку та робить короткий фільм, пізніше, 1976 цей епізод з'являється у фільмі Світ майбутнього — першому фільм, де було використано комп'ютерну 3D-графіку. Епізод став відомим як «Анімована комп'ютером рука» і відібраний для збереження в Національному реєстрі кінокартин Бібліотеки Конгресу в грудні 2011 року.

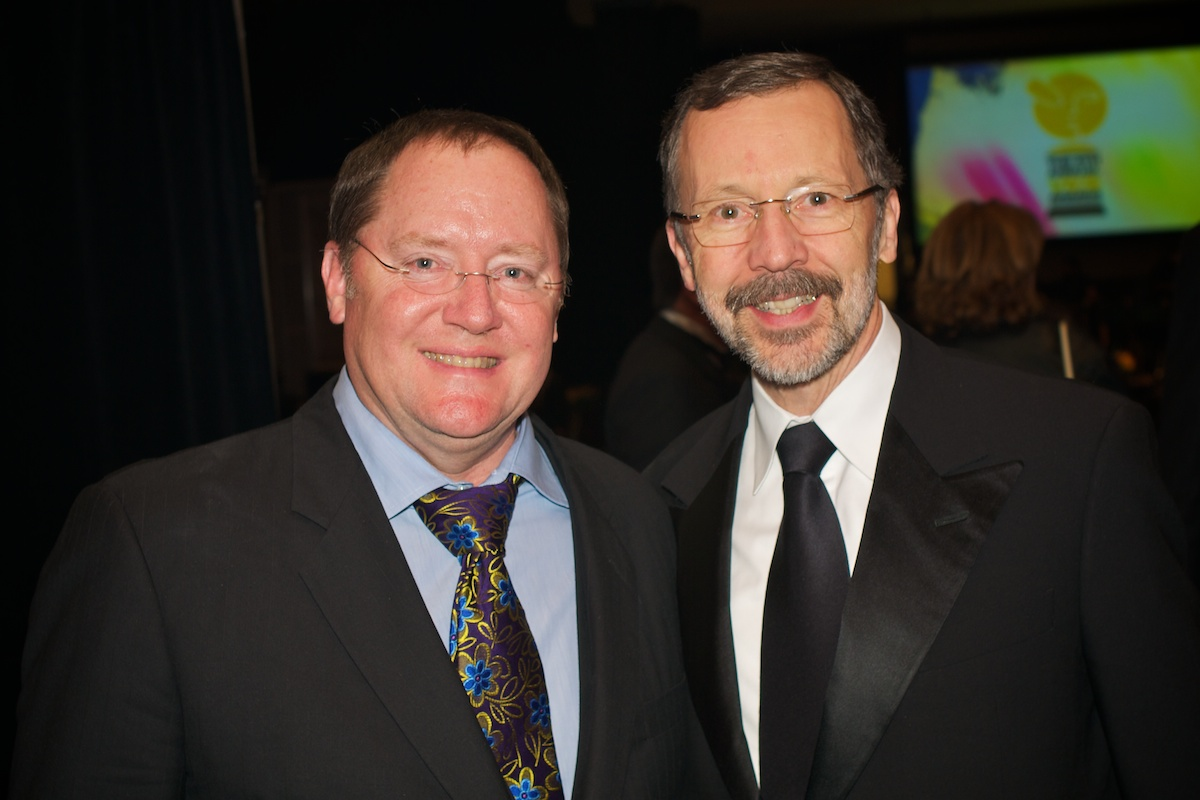
Джон Лассетер та Ед Кетмелл.

1974 по закінченні аспірантури, короткий час працює в компанії під назвою «Applicon». Проте, у листопаді того ж року до нього телефонує Олександр Шуре — засновник Ню-Йоркського Технологічного інституту (NYIT) і пропонує посаду директора, щойно створеної лабораторії комп'ютерної графіки в NYIT. Від цієї пропозиції Ед Кетмелл не зміг відмовитися.
Шуре також цікавила анімація, він саме працював над проектом, який згодом отримав назву Туба Туббі, і був незадоволеним тим, що в процесі створення мультиплікаційного фільму забагато використовувалося ручної праці та часу у створення фонового малюнку сцен. Кожен кадр, потрібно було заливати вручну і на це витрачалось забагато часу. На його думку, саме комп'ютер міг би прискорити аніматорам створення фільму. Шуре звертається до лідера в дослідженні з комп'ютерній графіці — університету штату Юта. Там йому пропонують звернутися саме до Кетмелла.
На своїй новій посаді, Кетмелл формує талановиту дослідницьку команду для роботи з анімацією. Ед намагається створити таку саму атмосферу наукового товариства, яка існувала за його навчання в університеті Юта. У результаті, він отримує кілька майже не пов'язаних один з одним проектів. При цьому, свою роль він бачив у тому, щоб підтримувати і надихати всіх у їхній роботі. Це, зрештою, сприяє створенню надзвичайно дружньої і творчої атмосфери. Для більшості колективу така справа, як комп'ютерна графіка була не тільки роботою, а й основною пристрастю — тому часто вони працювали як в вдень, так і в вночі. Завдяки Шуре, лабораторія отримує дороге найсучасніше обладнання.
Головні зусилля група акцентує на створенні інструментів, які би полегшили роботу аніматора. Серед винаходів групи була програма, яку називали просто Пейнт («англ. фарба»). Цю програму можна розглядати як ранню версію програми «CAPS» Діснея. Також анімаційна програма «Tween», програма «SoftCel» та інше програмне забезпечення. Врешті-решт, Кетмелл та вся його команда переходять від традиційної 2-D анімації — до повноцінної 3-D графіки, фактично започатковуючи цей жанр кіновиробництва. Хоча формально лабораторія входила до складу NYIT, насправді із навчальним закладом вона не мала нічого спільного.
У 1977 році Шуре випускає фільм «Туба Туббі», у якому брала участь графічна студія. Критикам фільм не сподобався. Для Кетмелла стає очевидним, що для створення чудової історії не достатньо лише технічних засобів чи відсутності проблем із фінансами: потрібна ще людина, художник, яка би змогла розповісти історію за допомогою цієї техніки. Спроба зацікавити провідні студії в результатах своєї роботи і комерційній цінності своїх технологій для кіновиробництва, урешті-решт, привертає увагу Голівуду. Ідеї Еда впадають в око Джорджу Лукасу. Отож Лукас 1979 року пропонує Едові Кетмеллу очолити «Graphics Group» — групу комп'ютерної графіки студії «Lucasfilm» для створення спецефектів, монтажу і цифрового звуку за допомогою комп'ютера. Лукас вже укладав угоду з компанією «Triple-I» на створення для фільму «Зоряні війни» цифрової моделі «X-Wing fighter», що та і зробила. Хоча він вирішив не використовувати цю модель у фільмі, потенціал комп'ютерної графіки чудово він зрозумів. А Ед Кетмелл і Елві Рей Сміт зрозуміли, що Джордж Лукас — це саме та людина, що розуміє, із чим він має справу. До того-ж, модель «X-Wing fighter», яку створила компанія «Triple-I», виглядала сирою — тож вони збагнули, що можуть і мусять зробити краще. Оце і була надзвичайна нагода для здійснення мрії Кетмелла — створити анімаційний фільму за допомогою комп'ютерної 3-D графіки. Тому в кінці 1979 він залишає «NYIT» і стає віце-президентом відділу комп'ютерної графіки компанії «Lucasfilm». У «Lucasfilm» він та його команда брали участь у розробці цифрових технологій накладання зображень: сканування кіноплівки, комбінування кадрів, створення спецефектів і додавання їх до кадрів із «живими» акторами та подальшим перенесенням їх на плівку. Наслідком цього стає створення «Pixar Image Computer». Пізніше Стів Джобс купує цифровий підрозділ «Lucasfilm» і засновує 30 січня 1986 року нову компанію «Pixar», у якій Кетмелл стає технічним директором. Він стає ключовим розробником системи рендерингу (візуалізації) «RenderMan», що пізніше було використано «Pixar» у таких фільмах, як «Історія іграшок», «У пошуках Немо». Крім того, цю програму використовують для виробництва сучасних фільмів: так із останніх номінованих на Оскар 47 фільмів — 44 використовували в своєму виробництві «RenderMan».
Після того, як компанію «Walt Disney» у січні 2006 року придбала студію «Pixar», Ед Кетмелл очолив анімаційну студію «Disney» у містечку Бербанк, що в Каліфорнії.

## Нагороди
Нагороджений п'ятьма нагородами Академії, серед яких нагороди за наукові та інженерно-технічні досягнення. 

- 1993, Американська Академія кіно мистецтв вручила Еду Кетмеллові першу науково-технічну нагороду: «за створення програмного забезпечення: PhotoRealistic RenderMan який використовується у кіномистецтві, для створення 3-D ефектів.»
- 1995, був прийнятий в Асоціацію обчислювальної техніки.
- 1996 році знову отримує від Академії науково-технічну нагороду: «за новаторські винаходи у цифровому створенні зображень.»
- 2001 року, отримує Оскар: «за значні досягнення у сфері візуалізації руху зображення RenderMan компанії Pixar»
- 2005 році університет штату Юта вручив йому почесний докторський ступінь.
- 2006 нагороджений Медаллю Джона фон Неймана «за новаторський внесок в сфері комп'ютерної графіки, моделювання, анімації та візуалізації».
- 2009 року, отримує нагороду Американської кіноакадемії імені Гордона Сойера, якою «нагороджуються інженери, що зробили значний внесок у розвиток кінематографу.»

## Персональна сторінка
- Ед Кетмелл на waltdisneystudios.com
- Ед Кетмелл на Facebook

### Інтерв'ю
- Fantastic Voyage: Guardian Unlimited interviews Ed Catmull, president of Pixar [Архівовано 5 березня 2007 у Wayback Machine.]
- SIGGRAPH Interviews Edwin Catmull
- Stanford business school students of the iinnovate blog interview Ed Catmull [Архівовано 9 листопада 2012 у Wayback Machine.]
- The Spline Doctors interview Ed Catmull [Архівовано 9 лютого 2012 у Wayback Machine.]
- Innovation, Inc.
- Pixar's Collective Genius